# Apátistvánfalva
Apátistvánfalva (szlovénül: Števanovci vagy Štivanovca, latinul: Estevanfaloa, németül: Stefansdorf) község Vas vármegye Szentgotthárdi járásában.
Önálló önkormányzata van, mely társközségeivel (Kétvölgy és Orfalu) közösen működteti hivatalát, a körjegyzőséget és alapellátást nyújtó intézményeit.

## Fekvése
A település az Őrségi Nemzeti Park területén, az osztrák-magyar-szlovén hármashatárnál, az osztrák határátkelőtől 10, a szlovén határátkelőtől 3 kilométerre található. Területét a 7456-os, a 7457-es és a 7458-as út érinti. A legközelebbi város, Szentgotthárd 8 kilométerre északra van Apátistvánfalvától. A környező települések: délnyugatra Kétvölgy, délkeletre Orfalu, északnyugatra Szakonyfalu.
Apátistvánfalva településszerkezetét a szórványbeépítettség jellemzi. Egy-egy ház külön dombtetőre épült, és körülötte helyezkednek el a hozzá tartozó szántóföldek és legelők.
Területe 1978 óta szigorúan védett, 2002 óta a nemzeti park része. Alpokaljai dombságon fekszik, erdők és dombok veszik körül. A vidékre jellemző az európai szinten is ritka növény- és állatvilág, amely különösen gombákban és lepke faunákban gazdag.

## Története
A 19. század végén Istvánfalu és Újbalázsfalva összevonásával jött létre. Istvánfalu valamikor a szentgotthárdi ciszterci apátság birtoka volt, első fennmaradt okleveles említése 1328-ból való. Névadója Harding Szent István egykori apát, akinek emlékére 1683 óta minden nyáron búcsút tartanak, és akinek tiszteletére a templomot is emelték.
A vérzivataros 17. században, pontosabban 1622-ben, az akkor Istvándként említett falu és a szomszédos Börgölin (ma Újbalázsfalva, Apátistvánfalva része) meghódolt az oszmánoknak.
A tiszttartó jelentése szerint a meghódolás előtt egy évvel a kanizsai várból Vas vármegyébe vonuló török lovasok (az akindzsik) behatoltak a két községbe, s felgyújtották: „czak 5 ház maradot megh..”. 40 embert, köztük egy bizonyos „Domczecz (Doncsecs?) Mihályt”, feleségét és gyerekét és egy „Koczai (Koczján?) Jakab” nevezetű lakos
fiait vitték el, akikért 400 ill. 15 forintot kértek váltságdíjért. Az emberek amúgy hiába hódoltak meg, mert a sarcot a foglyokért ki kellett fizetniük. Nem sokkal később rác lovasok törtek be, akik három embert megöltek, négyet pedig rabságba hurcoltak.

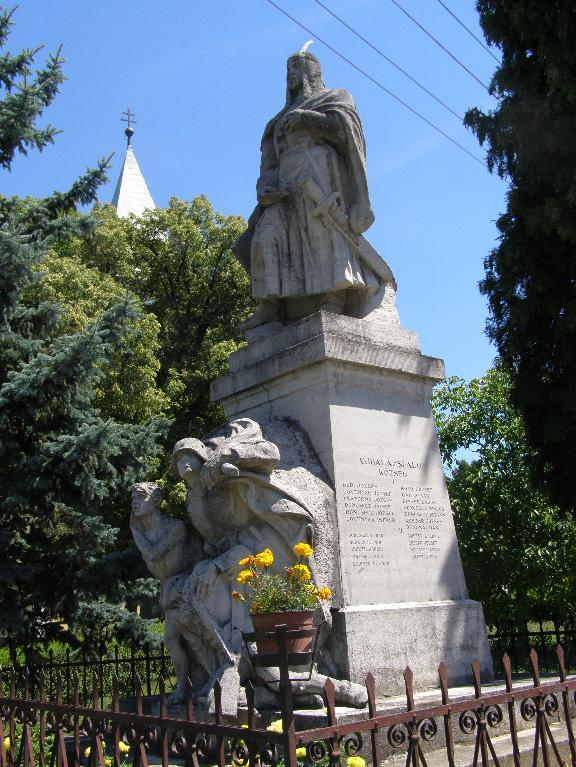
Az I.-II. világháború hősi halottainak nevei a domborművön. Az Árpád fejedelem sisakján levő tollat korábban a leventék puskával lőtték le, nemrégiben újrafaragták.

Az 1664-es szentgotthárdi csata idején a falut újfent elpusztították, de a lakosság túlélte a szörnyű megpróbáltatásokat és a háborúk elmúltával a település ismét fejlődésnek indulhatott. Néhány német családot is betelepítettek; ők hamar beolvadtak, s mára csak nevük utal az etnikumukra (például Gmeindl, Grebenár).
Az 1848–49-es forradalom és szabadságharc honvédseregében Istvánfalva is adott szlovén honvédeket: Hodács Mihályt, Holecz Andrást, Dömötör (valószínűleg inkább Domiter) Jánost, Sak Fülöpöt, Koszár Mátyást, Vajda Mártont, Doncsetz Mátyást és Grah Istvánt. Koszár József honvédet Peszkócon (Petőfa), Vanda Jánost Szentgotthárdon, Sollár Józsefet Szakonyfaluban sorozták be. A források külön kiemelik Koszár Mátyásnak a  csornai ütközetben tanúsított hősiességét.
A falu lakói a 19. században s egészen az I. világháború végéig sertés- és borjúhúst szállítottak Stájerországba, de jelentős volt a faluban a fazekasság is (a cserépfazék volt a legkelendőbb áru). Az I. világháború és az új határok meghúzása után a falu elvesztette ezt a jövedelemforrást, s megnőtt a csempésztevékenység.
1785-ben Szily János közreműködésével épült katolikus temploma, amely fontos központtá tette a községet. Egy időben hozzá tartozott Börgölin (ma Újbalázsfalva, Otkovci/Otkaufci, Apátistvánfalva), Permise (Verica, ma Kétvölgy), Markócz (ma Márokrét, Markovci/Markofci, Szlovénia), Orfalu (Andovci/Andofci), Szakonyfalu (Sakalovci/Sakalofci) és Tótfalu (ma Rábatótfalu/Slovenska ves, Szentgotthárd) magyarországi szlovén községek. Jelenleg csak Kétvölgy és Orfalu falvak a részei.
A község védőszentje és névadója az angliai Harding Szent István, akinek képmása a falu címerében is benne van; jobb kezében a templom miniatürizált mása jelképezi Istvánfalvát.
2005-ben a templomban egy emléktáblát állítottak, mely tartalmazza az 1785–2001 között itt szolgált lelkipásztorok és  káplánok nevét.
2011-ben 364 lakosából 236, a lakosság 65 százaléka vallotta magát a szlovén (vend) nemzetiséghez kötődőnek (nemzeti, anyanyelvi, vagy kulturális kötődés formájában). A falu lakóinak többsége katolikus vallású.

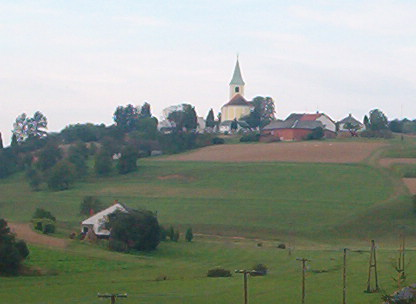
Az istvánfalvi templom a dombtetőn

## Közélete

### Polgármesterei
- 1990–1994: Holecz Sándor (független)[4]
- 1994–1998: Holecz Sándor (független)[5]
- 1998–2002: Dr. Doncsecz Dorina (független)[6]
- 2002–2006: Kovács László (független szlovén kisebbségi)[7]
- 2006–2010: Fodor Sándor (független)[8]
- 2010–2014: Erdei Lászlóné (független)[9]
- 2014–2019: Császár-Bartakovics Csaba (független)[10]
- 2019–2024: Fodor Sándor (független)[11]
- 2024– : Trajbár Edit (független)[1]

## Népesség
A település népességének alakulása:
| Lakosok száma | 370  | 384  | 377  | 369  | 400  | 382  | 385  |
|               | 2013 | 2014 | 2015 | 2021 | 2022 | 2023 | 2024 |

A 2011-es népszámlálás során a lakosok 93,7%-a magyarnak, 4,7% németnek, 64,8% szlovénnek, 0,3% szerbnek mondta magát (4,9% nem nyilatkozott; a kettős identitások miatt a végösszeg nagyobb lehet 100%-nál). A vallási megoszlás a következő volt: római katolikus 84,3%, református 0,3%, görögkatolikus 0,3%, felekezet nélküli 3% (12,1% nem nyilatkozott).
2022-ben a lakosság 88,5%-a vallotta magát magyarnak, 56,3% szlovénnek, 3% németnek, 1,8% ukránnak, 0,8% lengyelnek, 0,3% örménynek, 2,5% egyéb, nem hazai nemzetiségűnek (5,5% nem nyilatkozott; a kettős identitások miatt a végösszeg nagyobb lehet 100%-nál). Vallásuk szerint 63,5% volt római katolikus, 3% református, 0,3% evangélikus, 0,3% görög katolikus, 0,3% ortodox, 1% egyéb keresztény, 2,5% egyéb katolikus, 6% felekezeten kívüli (23,3% nem válaszolt).

## Nevezetességei
- Az 1785-ben épült Harding Szent István katolikus templom és a mellette lévő temető
- A Hársas-patak
- A Rókagomba Tanösvény
- A világháborús emlékmű, rajta Apátistvánfalva, Permise, Orfalu, Újbalázsfalva két világháborúban elesett hősi halottainak nevei, legfelső részén Árpád fejedelem szobra (Kallós Ede munkája)
- A Határőr emlékhely  https://apatistvanfalva.hu/hataror-emlekhely/
- Az Apát Hotel
- A 2013-ban átadott, turistáknak épült bemutatóhely, az Ökoturisztikai Információs Centrum, amely a Rába-vidék turisztikai célpontjait, programjait foglalja össze interaktív kiállítás keretében, és ismerteti a látogatókkal nemcsak Magyarország, hanem Ausztria és Szlovénia közeli nevezetességeit is
- Az iskola

## Híres emberek
- Marics Ferenc kántortanító (1791-1844)
- Krajczár Károly magyarországi szlovén pedagógus, népmesegyűjtő, tankönyvszerkesztő (1936-2018)

## A település az irodalomban
Apátistvánfalva (Istvánfalva néven, több más környékbeli településsel, helyszínnel együtt) érintőlegesen említésre kerül Szamos Rudolf Kántor nyomoz című bűnügyi regényében; ezen a tájon zajlik a legendás nyomozókutya életét bemutató könyvben leírt egyik nyomozás.